# Bogoshorts Film Festival
El Festival de Cortos de Bogotá - BOGOSHORTS (en inglés: Bogota Short Film Festival') es un festival cinematográfico especializado en el formato corto que se hace una vez por año en Bogotá, Colombia, que premia la realización y producción de cortometrajes de rango  nacional e internacional. Su propósito es el de ofrecer a los nuevos realizadores audiovisuales una oportunidad de exhibir sus obras y hacerlas conocer en el medio; a la par busca expandir un público que apoye y valore la cultura del séptimo arte y además se convierta en crítico de la industria y sus contenidos. Desde 2018 es oficialmente evento calificador para los Premios Oscar de la Academia de Artes y Ciencias Cinematograficas de Hollywood y desde 2020 es calificador para los Premios Goya de la Academia de Cine Español.    

## Historia
En medio de una transformación cultural por la que atravesaba la industria cinematográfica colombiana en el 2003, un grupo de realizadores audiovisuales que frecuentaban el bar In Vitro de Bogotá, decidieron organizar un evento que tuviera la posibilidad de servir para distribuir cortometrajes que, en la mayoría de los casos, ellos mismos producían. Fue de esa manera como nació el espacio In Vitro Visual (organizado por In Vitro Producciones), con el objetivo de que todo tipo de público pudiese apreciar de forma gratuita de la exhibición de producción audiovisuales realizados por las personas que frecuentaban el bar. De aquellos años el festival conserva VHS de realizadores como Klych López, Jorge Navas, Carlos Mario Urrea y Augusto Sandino, entre muchos otros.
En el 2005, se gesta una asociación entre In Vitro Producciones y Laboratorios Black Velvet y esta última tomó a su cargo la promoción y distribución audiovisual; para tales efectos, se reestructuró el proceso de divulgación y prensa del festival, con lo que se elevó el nivel de calidad exigido para la selección de cortometrajes. En ese año los filmes compitieron en las categorías argumental, documental, animación, experimental y videoclip y se expusieron por primera vez en la Cinemateca Distrital los afiches realizados por la misma organización del evento, de los cortos exhibidos.
Para el 2006 los organizadores resolvieron que el festival tuviera una estatuilla oficial que representase su personalidad y crearon como galardón oficial La Santa Lucía, -en representación de una virgen ciega-, que se comenzó a entregar a partir de la edición del 2007 en el acto de cierre del festival.
Con todo ello, y gracias al crecimiento del evento y la exhibición de más de 50 cortometrajes cada año en diferentes zonas del país, se toma la decisión de actualizar su nombre y empieza a ser llamado de manera oficial Festival In Vitro Visual (representado en la sigla FIIVV) en el 2008. A partir de entonces y durante cinco ediciones, el festival elevó su alcance gracias a la participación de producciones e invitados internacionales.
Sin embargo, en el 2013 vuelve a ser lanzado el festival en la ciudad de Bogotá bajo el nombre de Bogotá Shorts Film Festival (Festival de Cortos de Bogotá), con el que se rinde tributo a la ciudad de origen del mismo. Con dicha renovación se modifican también algunos aspectos logísticos que pretenden mejorar la calidad de promoción, distribución, logística y exhibición del evento. Ese año se lanza también Bogoshort Al tablero y Bogoshorts En obra, así como otros espacios destinados a la muestra de cortometrajes durante todo el año como Bogoshorts Sessions (realizado cada martes en Cine Tonalá Bogotá) y Bogoshorts TV (para acompañar los proyectos realizados en torno al corto en Colombia) .
Bogoshorts fue sumando a su apuesta categorías como F3 Fanático Freak Fantástico, la competencia VR y la integración al festival de la Imaginatón. De igual manera se creó el escenario Bogoshorts Bajo la luna para exhibir cortometrajes en una de las plazoletas de la Universidad de Los Andes los jueves en la noche.
La edición número 12 tuvo salas llenas y buenos comentarios y los 17 escenarios de la ciudad tuvieron cientos de personas asistiendo a las 148 funciones, cuatro exposiciones, talleres y eventos especiales. Los ganadores extranjeros de premios en las 5 categorías provenían de Egipto, Reino Unido, Polonia, Estados Unidos, Argentina y Croacia.
Cada  año unas 3.600 obras de ficción, documental, animación y videoclip son enviadas para participar en la selección del Festival. En el 2016 se exhibieron 480 cortometrajes provenientes de 109 países que fueron vistas por unos 32.000 espectadores. En 2017 fueron 158 los cortometrajes admitidos para participar en competencia y se incorporaron la sección de cortos hechos con realidad virtual; la Imaginatón, en la que se premia el mejor plano secuencia en 60 segundos; un especial por los 100 años de Arthur C. Clarke  y el espacio de negocios BFM (Bogoshorts Film Market), para que se conozcan los autores de cortometrajes con financiadores y distribuidores.

### Escenarios
Bogoshorts cuenta con un total de 13 escenarios distribuidos en las localidades de Chapinero y La Candelaria de la ciudad de Bogotá. Tres de estos espacios corresponden a las sedes oficiales del festival (en los cuales se llevan a cabo parte de los eventos más importantes de la programación), mientras que los diez restantes forman parte del circuito central y mantienen una programación dedicada exclusivamente a la exhibición de cortometrajes.
|                             | Escenario                                                    | Eventos                                                                           |
| Sedes oficiales             | Espacio Odeón                                                | Sede BFM y zona de acreditaciones.                                                |
| Sedes oficiales             | Cine Tonalá- Sala Tonalá                                     | Sede de exhibición paga.                                                          |
| Sedes oficiales             | Cine Tonalá- Sala Kubrick                                    | Sede de exhibición paga. Fiesta de clausura.                                      |
| Circuito central            | Cinemateca Distrital                                         | Sede exhibición paga. Bogoshorts al tablero.                                      |
| Circuito central            | Teatro el Parque- Parque Nacional                            | Sede exhibición gratuita. Sede oficial de la noche de claqueteo de la imaginatón. |
| Circuito central            | Teatrino del Teatro Jorge Eliécer Gaitán                     | Sede exhibición gratuita.                                                         |
| Circuito central            | Centro Ático de la Universidad Javeriana                     | Sede exhibición gratuita.                                                         |
| Circuito central            | Centro Cultural Gabriel García Márquez                       | Sede exhibición gratuita. Evento de premiación y clausura.                        |
| Circuito central            | Auditorio Germán Arciniegas- Biblioteca Nacional de Colombia | Sede exhibición gratuita. Sede del evento Salón BFM.                              |
| Circuito central            | Museo de Arte Miguel Urrutia                                 | Sede exhibición gratuita.                                                         |
| Circuito central            | Planetario de Bogotá                                         | Sede exhibición gratuita.                                                         |
| Circuito central            | Sala Julio Verne- Alianza Francesa                           | Sede exhibición gratuita.                                                         |
| Circuito central            | Biblioteca Luis Ángel Arango                                 | Sede exhibición gratuita.                                                         |
| Sedes descontinuadas        | Sala Fundadores- Cineclub Universidad Central                | Sede exhibición gratuita.                                                         |
| Sedes descontinuadas        | Bar In Vitro                                                 | Sede exhibición gratuita.                                                         |
| Sedes de eventos especiales | Teatro Jorge Eliécer Gaitán                                  | Noche inaugural.                                                                  |
| Sedes de eventos especiales | Teatro al aire libre de Bogotá La media torta                | Sede oficial de la Noche Frankenstein.                                            |
| Sedes de eventos especiales | Goethe Institute                                             | Bogoshorts degusta con inscripción paga.                                          |
| Sedes de eventos especiales | Restaurante Salvo Patria                                     | Bogoshorts degusta con inscripción paga.                                          |

### Estatuilla oficial
Durante las primeras ediciones del festival In Vitro Visual, los ganadores de las categorías participantes en aquel momento no recibieron un elemento que tuviera una carga simbólica para el evento cinematográfico. De hecho, el primer ganador se llevó para su casa una lámpara de Kent. Por esa razón, los organizadores tomaron la decisión de crear una estatuilla icónica para las nuevas ediciones que estuviese ligada a la esencia del festival y que a la vez representara a la cultura colombiana.  
Fue así como fue elegida la virgen, ya que esta imagen religiosa representa a uno de los movimientos religiosos más grandes del país y además, hace parte de la larga lista de tradiciones que comparten los colombianos y con los que han crecido la mayoría de ellos. Así, una virgen representaría una bendición que se le otorga a los nuevos realizadores para que sus carreras sean prósperas dentro del séptimo arte. “Que la virgen los acompañe”.
Con el ideal de combinar la virgen y el cine, llegó Santa Lucía (la virgen ciega), la cual está asociada a las festividades de diciembre (mes en el que es realizado el festival). “Su ceguera y su nombre, visión y luz, la convierten en una referencia perfecta para el cine”. Con toda esta información el diseñador e ilustrador colombiano Andrés Barrientos trabajó en el diseño de la estatuilla, la cual empezó a ser entregada en la noche de premiación del festival a partir del 2007. Durante el 2009, la imagen recibió una serie de transformaciones debido a las características fantasmales que poseía la primera versión. 
Actualmente, la Virgen de Santa Lucía es la mejor referencia que poseen los realizadores sobre Bogoshorts, y es el ícono de todo el merchandising del festival.

### Ganadores
Desde el 2003 se empezaron a premiar los mejores cortometrajes de la industria audiovisual nacional, la cual más tarde se extendería a otros países de América Latina y luego a todo el globo. Los primeros cuatro años se conciben como eventos más pequeños aunque reunían a un gran número de personas durante la exhibición cortos en el bar In Vitro. 
Pero con la llegada de la Santa Lucía y el título de festival en el 2007 inicia una nueva fase para el encuentro alrededor del cine. Se empiezan a premiar un total de 15 categorías nacionales e internacionales y se entrega un reconocimiento al mejor largometraje nacional que es elegido por los directores y directoras de las producciones participantes de cada edición del festival. 
En la actualidad se entregan un total de 23 estatuillas en la noche de premiación que reúne a los nominados, patrocinadores e invitados especiales. A continuación se relaciona una tabla con algunos de los ganadores.
| Año  | Mejor cortometaje de ficción nacional   | Mejor cortometaje documental nacional             | Mejor director o directora                 | Mejor videoclip                            | Mejor largometraje nacional                           |
| 2007 | Juntos no es suficiente/ Pablo González | Cuestión de química/ Andrés Ruíz                  | --                                         | Cóctel/ Trópico esmeralda                  | Satanás/ Andrés Baiz                                  |
| 2008 | Rojo red/ Juan Manuel Betancourt        | --                                                | --                                         | Experimental Ape/ Koyi K Utho              | Perro come perro/ Carlos Moreno                       |
| 2009 | Brotherhood/ Laura Mora                 | ---                                               | ---                                        | Merengón/ Trópico Esmeralda                | Los viajes del viento/ Ciro Guerra                    |
| 2010 | Esto es un revolver/ Pablo González     | Medellín Resiste/ Sofía Sanchez & Antonio Alarcón | Pablo González/ Esto es un revolver        | Desaseado/ Mugre                           | El vuelco del cangrejo/ Oscar Ruiz Navia              |
| 2011 | Magnolia/ Diana Montenegro              | ---                                               | Jacques Toulemonde/ Un juego de niños      | Malpalpitando/ Sistema solar               | Todos tus muertos/ Carlos Moreno                      |
| 2013 | Solecito/ Oscar Ruiz Navia              | Los hijos del catatumbo/ Diana Ojeda              | Oscar Ruiz Navia/ Solecito                 | Amanecé/ Herencia de Timbiquí              | La eterna noche de las doce lunas/ Priscila Padilla   |
| 2014 | Leidi/ Simón Mesa Soto                  | Cesó la horrible noche/ Ricardo Restrepo          | Carlos Tribiño/ Lux Aeterna                | Commom nonesence/ Headcrusher              | Jardín de amapolas/ Juan Carlos Melo                  |
| 2015 | Camino al agua/ Carlos Montoya          | Alzada en letras/ Andrés Camilo Poveda            | Eri Pedrozo & Jehisel Ramos/ Control Z     | Pensar y pensar/ Las Áñez y Edson Velandia | El abrazo de la serpiente/ Ciro Guerra                |
| 2016 | La niña de la buseta/ Pedro Pío         | La impresión de una guerra/ Camilo Restrepo       | Pedro Pío/ La niña de la buseta            | Baila/ Esteman                             | Pariente/ Iván D. Gaona                               |
| 2017 | Madre/ Simón Mesa Soto                  | Tomada/ Leiva Cock                                | Juan Sebastián Quebrada/ La casa del árbol | Yo tampoco/ Salomón Beda                   | Señorita María, la falda de la montaña/ Rubén Mendoza |

### Categorías
En la actualidad el festival premia un total de 23 categorías en las competencias Nacional,  internacional y F3 Fanático Freak Fantástico. Las mismas han ido aumentado durante el desarrollo del evento y se han creado nuevas para responder a los cambios tecnológicos producidos por la industria audiovisual (como es el caso del mejor cortometraje de realidad virtual que tuvo su primera participación en la edición número  del festival).
| Competencia   | Categoría                              | Características |
| Nacional      | Mejor corto de ficción                 | Categorías generales. Son premiadas por un jurado compuesto por dos profesionales internacionales y uno nacional. El reconocimiento a mejor videoclip es entregado por la revista Shock. El ganador obtiene también el premio Shock a mejor videoclip de año.                         |
| Nacional      | Mejor corto documental                 | Categorías generales. Son premiadas por un jurado compuesto por dos profesionales internacionales y uno nacional. El reconocimiento a mejor videoclip es entregado por la revista Shock. El ganador obtiene también el premio Shock a mejor videoclip de año.                         |
| Nacional      | Mejor corto de animación               | Categorías generales. Son premiadas por un jurado compuesto por dos profesionales internacionales y uno nacional. El reconocimiento a mejor videoclip es entregado por la revista Shock. El ganador obtiene también el premio Shock a mejor videoclip de año.                         |
| Nacional      | Mejor videoclip                        | Categorías generales. Son premiadas por un jurado compuesto por dos profesionales internacionales y uno nacional. El reconocimiento a mejor videoclip es entregado por la revista Shock. El ganador obtiene también el premio Shock a mejor videoclip de año.                         |
| Nacional      | Mejor dirección                        | Categorías técnicas. Son premiadas por un jurado compuesto por dos profesionales internacionales y uno nacional. El premio a mejor afiche es entregado por profesionales en el área de diseño.                                                                                        |
| Nacional      | Mejor fotografía                       | Categorías técnicas. Son premiadas por un jurado compuesto por dos profesionales internacionales y uno nacional. El premio a mejor afiche es entregado por profesionales en el área de diseño.                                                                                        |
| Nacional      | Mejor montaje                          | Categorías técnicas. Son premiadas por un jurado compuesto por dos profesionales internacionales y uno nacional. El premio a mejor afiche es entregado por profesionales en el área de diseño.                                                                                        |
| Nacional      | Mejor guion                            | Categorías técnicas. Son premiadas por un jurado compuesto por dos profesionales internacionales y uno nacional. El premio a mejor afiche es entregado por profesionales en el área de diseño.                                                                                        |
| Nacional      | Mejor dirección de arte                | Categorías técnicas. Son premiadas por un jurado compuesto por dos profesionales internacionales y uno nacional. El premio a mejor afiche es entregado por profesionales en el área de diseño.                                                                                        |
| Nacional      | Mejor diseño sonoro                    | Categorías técnicas. Son premiadas por un jurado compuesto por dos profesionales internacionales y uno nacional. El premio a mejor afiche es entregado por profesionales en el área de diseño.                                                                                        |
| Nacional      | Mejor música                           | Categorías técnicas. Son premiadas por un jurado compuesto por dos profesionales internacionales y uno nacional. El premio a mejor afiche es entregado por profesionales en el área de diseño.                                                                                        |
| Nacional      | Mejor actor protagónico                | Categorías técnicas. Son premiadas por un jurado compuesto por dos profesionales internacionales y uno nacional. El premio a mejor afiche es entregado por profesionales en el área de diseño.                                                                                        |
| Nacional      | Mejor actriz protagónica               | Categorías técnicas. Son premiadas por un jurado compuesto por dos profesionales internacionales y uno nacional. El premio a mejor afiche es entregado por profesionales en el área de diseño.                                                                                        |
| Nacional      | Mejor afiche                           | Categorías técnicas. Son premiadas por un jurado compuesto por dos profesionales internacionales y uno nacional. El premio a mejor afiche es entregado por profesionales en el área de diseño.                                                                                        |
| Nacional      | Mejor largometraje                     | Este reconocimiento es entregado por los realizadores que forman parte de la selección oficial del festival en cada edición. Sus votos son computados y se selecciona al que obtiene la mayor votación.                                                                               |
| BFM           | Premio Bogoshorts Film Marked          | Este reconocimiento es entregado por Laboratorios Black Velvet y el grupo Madlove como reconocimiento a un cortometraje que se encuentre en fase de preproducción. No representa una estatuilla pero sí una serie de apoyos físicos para la realización de la producción audiovisual. |
| F3            | Mejor corto Fanático Freak Fantástico  | El jurado está compuesto por dos profesionales nacionales y uno internacional. Esta categoría corresponde a un evento que se realizaba con anterioridad aparte del festival. |
| Internacional | Mejor videoclip internacional          | Categorías internacionales. Son premiadas por un jurado compuesto por dos profesionales internacionales y uno nacional. |
| Internacional | Mejor corto experimental internacional | Categorías internacionales. Son premiadas por un jurado compuesto por dos profesionales internacionales y uno nacional. |
| Internacional | Mejor corto animado internacional      | Categorías internacionales. Son premiadas por un jurado compuesto por dos profesionales internacionales y uno nacional. |
| Internacional | Mejor corto documental internacional   | Categorías internacionales. Son premiadas por un jurado compuesto por dos profesionales internacionales y uno nacional. |
| Internacional | Mejor corto de ficción internacional   | Categorías internacionales. Son premiadas por un jurado compuesto por dos profesionales internacionales y uno nacional. |
| VR            | Mejor corto de realidad virtual        | |
| Colecciones   | Premio del público Bogoshorts          | Este premio es entregado por el público asistente a las exhibiciones gratuitas de Bogoshorts en alguno de sus escenarios. No todos los cortometrajes participan de esta categoría. En el año 2017 fue entregado por primera vez a un corto colombiano.                                |

## Actividades
Durante el desarrollo del festival se realizan más de diez actividades organizadas en diferentes lugares de Bogotá, de las cuales priman aquellas que son abiertas a todo público de forma gratuita.

### Exhibición de la competencia oficial
Durante siete de los ocho días de duración del festival, se realiza de forma gratuita la exhibición completa de los cortometrajes participantes de la presente edición a través de diferentes programas en cada uno de los escenarios. Cada programa está compuesto por un total de entre cuatro y diez cortometrajes de una misma categoría, los cuales pueden o no ser repetidos en otro horario y sede de exhibición durante el festival. 
Además, los realizadores participantes de BFM tienen la posibilidad de observar la totalidad de los cortometrajes de cada una de las ediciones de Bogoshorts en la video librería del bar El discreto encanto de Cine Tonalá Bogotá. Esta herramienta digital creada en asocio con ShortFilmDepot fue lanzada en el año 2017.
| Cortometrajes en competencia  | Competencia nacional Son cortometrajes producidos exclusivamente por realizadores colombianos. | Ficción                                              |
| Cortometrajes en competencia  | Competencia nacional Son cortometrajes producidos exclusivamente por realizadores colombianos. | Documental                                           |
| Cortometrajes en competencia  | Competencia nacional Son cortometrajes producidos exclusivamente por realizadores colombianos. | Animación                                            |
| Cortometrajes en competencia  | Competencia nacional Son cortometrajes producidos exclusivamente por realizadores colombianos. | Videoclip                                            |
| Cortometrajes en competencia  | Competencia internacional Son cortometrajes producidos exclusivamente por realizadores extranjeros. | Ficción                                              |
| Cortometrajes en competencia  | Competencia internacional Son cortometrajes producidos exclusivamente por realizadores extranjeros. | Documental                                           |
| Cortometrajes en competencia  | Competencia internacional Son cortometrajes producidos exclusivamente por realizadores extranjeros. | Animación                                            |
| Cortometrajes en competencia  | Competencia internacional Son cortometrajes producidos exclusivamente por realizadores extranjeros. | Videoclip                                            |
| Cortometrajes en competencia  | Competencia internacional Son cortometrajes producidos exclusivamente por realizadores extranjeros. | Experimental                                         |
| Cortometrajes en competencia  | Competencia VR |                                                      |
| Cortometrajes en competencia  | F3 Fanático Freak Fantástico Corresponde a los cortometrajes de horror, fantasía y ciencia ficción. | F3 Fanático Freak Fantástico                         |
| Cortometrajes en competencia  | Colecciones Son una serie de cortometrajes que no alcanzaron a pertenecer a la competencia oficial, pero que cuentan con diferentes atributos y cualidades que les permite participar por el premio del público. | El amor es corto                                     |
| Cortometrajes en competencia  | Colecciones Son una serie de cortometrajes que no alcanzaron a pertenecer a la competencia oficial, pero que cuentan con diferentes atributos y cualidades que les permite participar por el premio del público. | Cine en el cine                                      |
| Cortometrajes en competencia  | Colecciones Son una serie de cortometrajes que no alcanzaron a pertenecer a la competencia oficial, pero que cuentan con diferentes atributos y cualidades que les permite participar por el premio del público. | Creciendo (Adolescentes)                             |
| Cortometrajes en competencia  | Colecciones Son una serie de cortometrajes que no alcanzaron a pertenecer a la competencia oficial, pero que cuentan con diferentes atributos y cualidades que les permite participar por el premio del público. | Retos (deportes)                                     |
| Cortometrajes en competencia  | Colecciones Son una serie de cortometrajes que no alcanzaron a pertenecer a la competencia oficial, pero que cuentan con diferentes atributos y cualidades que les permite participar por el premio del público. | ECO-lógicos (Medio ambiente)                         |
| Cortometrajes en competencia  | Colecciones Son una serie de cortometrajes que no alcanzaron a pertenecer a la competencia oficial, pero que cuentan con diferentes atributos y cualidades que les permite participar por el premio del público. | Santa Lucía presenta (Fe)                            |
| Cortometrajes en competencia  | Colecciones Son una serie de cortometrajes que no alcanzaron a pertenecer a la competencia oficial, pero que cuentan con diferentes atributos y cualidades que les permite participar por el premio del público. | Bocados (gastronomía)                                |
| Cortometrajes en competencia  | Colecciones Son una serie de cortometrajes que no alcanzaron a pertenecer a la competencia oficial, pero que cuentan con diferentes atributos y cualidades que les permite participar por el premio del público. | Elecciones (LGTBI)                                   |
| Cortometrajes en competencia  | Colecciones Son una serie de cortometrajes que no alcanzaron a pertenecer a la competencia oficial, pero que cuentan con diferentes atributos y cualidades que les permite participar por el premio del público. | BFI- Flare Films                                     |
| Cortometrajes en competencia  | Colecciones Son una serie de cortometrajes que no alcanzaron a pertenecer a la competencia oficial, pero que cuentan con diferentes atributos y cualidades que les permite participar por el premio del público. | ZOO- lógico                                          |
| Cortometrajes sin competencia | Panorama | Colombia ficción                                     |
| Cortometrajes sin competencia | Panorama | Colombia documental                                  |
| Cortometrajes sin competencia | Panorama | Internacional animación                              |
| Cortometrajes sin competencia | Conexión Son cortometrajes producidos exclusivamente por realizadores de iberoamérica. | Latinoamérica                                        |
| Cortometrajes sin competencia | Conexión Son cortometrajes producidos exclusivamente por realizadores de iberoamérica. | España                                               |
| Cortometrajes sin competencia | Conexión Son cortometrajes producidos exclusivamente por realizadores de iberoamérica. | Brasil                                               |
| Cortometrajes sin competencia | Especiales Esta categoría recopila cortometrajes realizados para un evento en particular, o que forman parte de un reconocimiento especial.                                                                      | Un futuro posible e imposible                        |
| Cortometrajes sin competencia | Especiales Esta categoría recopila cortometrajes realizados para un evento en particular, o que forman parte de un reconocimiento especial.                                                                      | Convivir/ Sobrevivir: Robots                         |
| Cortometrajes sin competencia | Especiales Esta categoría recopila cortometrajes realizados para un evento en particular, o que forman parte de un reconocimiento especial.                                                                      | 15 aniversario diafragma                             |
| Cortometrajes sin competencia | Especiales Esta categoría recopila cortometrajes realizados para un evento en particular, o que forman parte de un reconocimiento especial.                                                                      | Estéticas del desarraigo                             |
| Cortometrajes sin competencia | Especiales Esta categoría recopila cortometrajes realizados para un evento en particular, o que forman parte de un reconocimiento especial.                                                                      | Mashup cinema                                        |
| Cortometrajes sin competencia | Especiales Esta categoría recopila cortometrajes realizados para un evento en particular, o que forman parte de un reconocimiento especial.                                                                      | Colombia BIO                                         |
| Cortometrajes sin competencia | Cortofilia | También los enanos empezaron pequeños                |
| Cortometrajes sin competencia | Cortofilia | Largos de cortos                                     |
| Cortometrajes sin competencia | Festivaleando Son cortometrajes participantes de los principales festivales de cine del mundo. | Lebanon factory- Quincena de realizadores            |
| Cortometrajes sin competencia | Festivaleando Son cortometrajes participantes de los principales festivales de cine del mundo. | Saguenay International FIlm Féstival                 |
| Cortometrajes sin competencia | Festivaleando Son cortometrajes participantes de los principales festivales de cine del mundo. | Tampere Film Festival                                |
| Cortometrajes sin competencia | Viva la ciudad Esta categoría recopila cortos que retraten una o varias ciudades escogidas en cada edición del festival.                                                                                         | Crónicas chilangas: Vol I                            |
| Cortometrajes sin competencia | Viva la ciudad Esta categoría recopila cortos que retraten una o varias ciudades escogidas en cada edición del festival.                                                                                         | Crónicas chilangas: Vol II                           |
| Cortometrajes sin competencia | Viva la ciudad Esta categoría recopila cortos que retraten una o varias ciudades escogidas en cada edición del festival.                                                                                         | DocsMX presenta: Miradas de ciudad                   |
| Cortometrajes sin competencia | World tour Son cortometrajes seleccionados de diferentes países del mundo escogidos en cada edición del festival.                                                                                                | Taiwán desde Kaohsiung                               |
| Cortometrajes sin competencia | World tour Son cortometrajes seleccionados de diferentes países del mundo escogidos en cada edición del festival.                                                                                                | Polonia- Maestros del documental polaco              |
| Cortometrajes sin competencia | World tour Son cortometrajes seleccionados de diferentes países del mundo escogidos en cada edición del festival.                                                                                                | Polonia- Jóvenes talentos de documental I            |
| Cortometrajes sin competencia | World tour Son cortometrajes seleccionados de diferentes países del mundo escogidos en cada edición del festival.                                                                                                | Polonia- Jóvenes talentos de documental II           |
| Cortometrajes sin competencia | World tour Son cortometrajes seleccionados de diferentes países del mundo escogidos en cada edición del festival.                                                                                                | Foco en Croacia- Animación                           |
| Cortometrajes sin competencia | World tour Son cortometrajes seleccionados de diferentes países del mundo escogidos en cada edición del festival.                                                                                                | Foco en Croacia- Experimental                        |
| Cortometrajes sin competencia | ChiquiShorts Se compone de cortometrajes seleccionados para niños y adolescentes. | Bogoshorts kids I                                    |
| Cortometrajes sin competencia | ChiquiShorts Se compone de cortometrajes seleccionados para niños y adolescentes. | Bogoshorts kids II                                   |
| Cortometrajes sin competencia | ChiquiShorts Se compone de cortometrajes seleccionados para niños y adolescentes. | Mon Petit Festival                                   |
| Cortometrajes sin competencia | ChiquiShorts Se compone de cortometrajes seleccionados para niños y adolescentes. | Retrospectiva infantil- Non Stop Barcelona Animación |
| Cortometrajes sin competencia | ChiquiShorts Se compone de cortometrajes seleccionados para niños y adolescentes. | KUKI Festival                                        |

### Competencia VR
A partir del 2017, Bogoshorts incorporó a su festival la competencia de cortometrajes de realidad virtual VR (Virtual Reality). Esta categoría surgió como respuesta a los avances tecnológicos al interior del séptimo arte que han permitido la grabación de productos audiovisuales en 360 grados haciendo uso de múltiples cámaras y un arduo proceso de postproducción.  
En el año 2012 se incluyeron por primera vez estos productos dentro de la selección oficial de un festival en el Festival de Cine de Sundance, Estados Unidos, en el que participaron diez cortometrajes procedentes de diferentes países del mundo. El fenómeno VR se ha extendido ya a más de 15 festivales de cine del mundo, con especial presencia en el continente americano. De hecho, en el año 2017 la Academia de Artes y Ciencias Cinematográficas de Hollywood incluyó por primera vez un cortometraje VR dentro de su lista de nominados al Oscar. 
En Bogoshorts, la primera edición de esta categoría contó con la participación de siete cortometrajes producidos en Francia, Países Bajos, Brasil y Colombia. Las mismas fueron exhibidas de manera individual en la sede oficial del festival Espacio Odeón haciendo uso de gafas de proyección de realidad virtual. 

### Imaginatón
Imaginatón (Maratón de realización audiovisual) es un evento especial realizado en el marco del festival Bogoshorts a partir de la edición del 2017. Anteriormente se realizaba durante otro espacio del año y con total independencia. Nace en 1999, y desde allí se convierte en un experimento creativo que busca convocar a aficionados y profesionales de la industria audiovisual para que se reúnan en un mismo fin de semana con el fin de rodar un filminuto en plano secuencia. Inicialmente el proyecto se producía cada dos años, pero a partir del 2017 (con su anexó a Bogoshorts), tendrá lugar cada año. 
El evento ha tenido gran acogida en el país, alcanzando un total de 25 ciudades en todo el territorio nacional y más de mil filminutos finalizados (cifras del 2014). Además, cada año abre nuevas categorías que se suman a las habituales (aficionado y profesional), como es el caso de la categoría musical (2017, patrocinada por la revista Shock) y la categoría Jaime Garzón (2017, patrocinada por el canal de televisión privada RCN). 
Los ganadores reciben incentivos monetarios y físicos (como cámaras y equipos de grabación) y son premiados durante el desarrollo del Festival Internacional de Cine de Cartagena de Indias del año inmediatamente posterior a la realización de la maratón. 
Para participar lo interesados deben inscribirse en la página web de Bogoshorts, llenar un formulario y pagar los derechos de ingreso al evento. Luego deben asistir al claqueteo en donde se genera la imagen que debe aparecer al inicio del producto final, y recoger la clave entregada por el festival (objeto único realizado para cad edición), el cual debe aparecer en algún momento en escena para evidenciar que el video fue realizado en las fechas estipuladas.

### Bogoshorts Al tablero
A partir del año 2013 se realiza Bogoshorts Al tablero en el marco del Bogotá Short Film Festival. Este espacio fue creado como un programa de formación, exposición y divulgación de las novedades, herramientas y tendencias que se están desarrollando en el mundo alrededor de la industria cinematográfica para jóvenes realizadores.
Para tal caso, son invitados al festival profesionales nacionales e internacionales que realizan algún tipo de conferencia o seminario sobre su experiencia en el medio y las estrategias de realización que se deben desarrollar a partir de los modelos actuales, o sobre temáticas en particular que ahondan en debates sobre la historia y el presente de la realización audiovisual.
Este espacio está compuesto por: Encuentros cercanos (conversatorios con productores(as) o directores(ras) que se realizan luego de la exhibición de un cortometraje en alguna de las sedes de exhibición) y Conversatorios (realizados con profesionales sobre la influencia de ciertos temas de discusión en el medio).
Al tablero ha contado con la participación de personajes como Julien Lahmi, Giannalberto Bendazzi,  Ángel Unfried,  Rubén Mendoza y Daniel García.

### Bogoshorts Expone
Bogoshorts Expone es un espacio creado a partir del 2005, en medio de la transformación del festival, para exhibir al público los afiches promocionales realizados para los cortometrajes participantes. En sus primeras ediciones integrando el festival, Expone contaba con carteles realizados por la propia organización como medio de divulgación, difusión y propaganda del mismo, pero con la creación de la competencia a mejor diseño de afiche, los productos participantes se vieron en la obligación de incorporar dicho elemento de promoción para ser seleccionados por el festival.
Esta sección está compuesta por Cinemato/ Gráfica (con la exposición de los afiches participantes en el hall de la Cinemateca Distrital de Bogotá); Bogoshorts ilustrado (exhibición de ilustraciones realizadas por artistas colombianos que interpretan en sus obras la pasión por el cortometraje, el cine y Bogotá, en el callejón de exposiciones del Teatro Jorge Eliécer Gaitán); y Bogotá sabe a cine (una colección de fotografías hechas por aficionados y profesionales de cualquier lugar del mundo que han capturado la esencia de Bogotá a través de una historia, demostrando la capacidad de la capital para convertirse en una locación incomparable para la producción cinematográfica. La exposición es realizada en el Centro Cultural Gabriel García Márquez).

### BFM (Bogotá Film Market)
Este evento del festival fue realizado por primera vez en el año 2013 bajo el nombre de Bogoshorts en obra, a partir del 2017 se le denominó Bogoshorts Film Market. Su objetivo es apoyar el proceso de gestación de un cortometraje nacional que se encuentre en fase de preproducción. Para ello, los participantes deben seguir una serie de pasos y actividades antes y durante el desarrollo del festival.
En obra BFM: Los interesados deben inscribir sus cortometrajes y guiones, y además participar de un primer pitch a través de un video. Los seleccionados participarán de actividades presenciales durante el desarrollo del festival.
Incubadora BFM: En este espacio se reúnen productores y directores que poseen proyectos de cortometrajes en fase de desarrollo y están en busca de alianzas, colaboraciones, o co- producciones con otros profesionales en el medio. Los participantes deben tener un proceso favorable dentro de la industria colombiana.
Laboratorio BFM: Este espacio está destinado para los nuevos realizadores. Allí se reúnen con profesionales en el medio que los preparan para el desarrollo de guion, producción, pitch, promoción y distribución.
Videolibrería BFM: Este espacio destinado especialmente para los realizadores BFM recopila cortometrajes realizados en iberoamérica con una duración máxima de 30 minutos. Fue desarrollado por primera vez en el año 2017 en el bar El discreto encanto de Cine Tonalá y es apoyado por la plataforma ShortFilmDepot.
Salón BFM: Está destinado para que las escuelas de cine tengan la oportunidad de enseñar sus programas a interesados en la industria audiovisual. Además, cuentan con la posibilidad de exhibir los trabajos de sus estudiantes al público en general.
Parrilla BFM: Es un evento destinado para reunir a los participantes de cada edición del BFM con directores y productores del medio. Busca crear lazos de conexión entre los realizadores audiovisuales de Colombia.
La participación de los nuevos realizadores en cada evento especial del BFM, así como de las exhibiciones gratuitas en cada uno de los escenarios les garantiza la obtención de un estímulo físico que les puede sumar puntos dentro de la competencia. Así, durante las actividades se realiza otro proceso de selección para que los mejores proyectos participen en un pitch final con el jurado quien elige al corto ganador. Este último recibe apoyo en la fase de producción y postproducción (asesorías en cada una de las áreas de dirección, colaboración en el proceso de montaje y apoyo durante la promoción y distribución por parte de Laboratorios Black Velvet).
Además, el cortometraje ganador es estrenado el año inmediatamente posterior a la premiación durante Bogoshorts session (evento aledaño que se realiza cada martes en Cine Tonalá Bogotá, en el que se exhibe de manera gratuita cortometrajes ganadores de la última edición del festival y se estrenan algunos realizados durante el año).

#### Ganadores BFM
- 2013 Alma/ Camila Caballero
- 2014
- 2015 Háblame un rato/ Paola Trusendi
- 2016 Veintiocho de mayo/ Jefferson Cardoza & Alejandra Osorio

- 2017 Malicia indígena/ Andrés Felipe Cantor

### Bogoshorts Degusta
Es un evento especial realizado durante el marco del festival. Se realiza en dos espacios distintos, uno de ellos es el Restaurante Salvo Patria, en el que cuatro reconocidos chefs de los más importantes restaurantes de Bogotá reinterpretan cuatro cortometrajes en cuatro distintos platos, intentando plasmar en cada sabor y textura aquello que los cortometrajes buscan expresar desde la imagen y el sonido. Cada plato es apreciado por los comensales luego de la proyección de cada producto audiovisual.
El segundo espacio es el pícnic al aire libre en el antiguo edificio del Goethe Institute, en donde, de igual forma, se reúnen un grupo de amantes del séptimo arte para descubrir de qué forma son interpretados un total de cuatro cortometrajes en deliciosos pasabocas, pero esta vez, por jóvenes aprendices del Técnico en Cocina del Servicio Nacional de Aprendizaje SENA. Ambos eventos requieren reservación o invitación para su acceso.

### F3 Fanático Freak Fantástico
F3 Fanático Film Fest fue un proyecto de festival de largometrajes realizado por primera vez en el año 2011 por Laboratorios Black Velvet. Surgió como respuesta al deseo de los miembros de LBV de realizar un encuentro entorno al séptimo arte en medio del desarrollo del Salón del ocio y la fantasía (SOFA), que se realiza cada año en Bogotá en el mes de octubre. Para su primera y segunda edición (realizado en 2012), el festival contó con las categorías Oriente más extremos, Super héroes y heroínas, Vísceras y gritos & Ciencia ficción sin límites.
Sin embargo, en el 2013 el festival tuvo que ser suspendido debido al proceso de crecimiento por el que estaba atravesando el Bogotá Short Film Festival y los altos niveles de atención que este último requería por parte de LBV, su organizadores. Así, el F3 dejó de ser parte de SOFA y desapareció como festival, 
Pero para el año 2015, la necesidad de rescatar lo que se había realizado con F3, motivo al Bogoshorts Festival a involucrar dentro de sus categorías en competencia el Fanático Freak Fantástico (como se empezaría a llamar a partir de ese momento a las siglas F3), en donde participan cortometrajes de ciencia ficción, fantasía y horror, todos ellos de diferentes países del mundo, lo que expandió la mecánica de su competencia y ha permitido la recepción de productos de ese tipo de cada vez más lugares del mundo en cada edición. Destaca la participación de cortometrajes de Rusia, Francia, Alemania, Reino Unido, Puerto Rico y Argentina.

### Noche Frankenstein
A partir del año 2016 se dio a inició la Noche Frankenstein (en conmemoración de los 200 años de la creación del monstruo Frankenstein), un evento especial del festival Bogoshorts en el que se reúne a todos los amantes del terror y el suspenso en el Teatro al Aire Libre La Media Torta de Bogotá en alianza con el Instituto Distrital de las Artes (IDARTES). En este escenario los asistentes pueden apreciar la proyección de cortometrajes del género y luego participar de un pequeño concierto de rock con un artista invitado.
En su primera edición el evento contó con la participación de Salidos de la cripta y la proyección de la cinta Chillerama. En su segunda versión, en 2017, se exhibió la película Twilight Zone: The Movie, y se presentó la banda The kitsch

### Acreditaciones
Para participar del festival los interesados pueden acreditarse en:
- Público “Para los que ocupan su tiempo con BOGOSHORTS”
- Industria BFM “Para quienes construyen con los cortos”

- Prensa “Para las voces del mundo”